# Вильнувель
Вильнуве́ль (фр. Villenouvelle, окс. Vilanovèla) — коммуна во Франции, находится в регионе Юг — Пиренеи. Департамент — Верхняя Гаронна. Входит в состав кантона Вильфранш-де-Лораге. Округ коммуны — Тулуза.
Код INSEE коммуны — 31589.

## География
Коммуна расположена приблизительно в 610 км к югу от Парижа, в 26 км к юго-востоку от Тулузы.
На юге коммуны протекает река Эр-Мор.

## Климат
Климат умеренно-океанический. Зима мягкая и снежная, весна характеризуется сильными дождями и грозами, лето сухое и жаркое, осень солнечная. Преобладают сильные юго-восточные и северо-западные ветры.

## Население
Население коммуны на 2010 год составляло 1324 человека.
| 1962 | 1968 | 1975 | 1982 | 1990 | 1999 | 2010 |
| ---- | ---- | ---- | ---- | ---- | ---- | ---- |
| 590  | 619  | 645  | 762  | 905  | 940  | 1324 |

## Администрация
| Период | Период | Фамилия      | Партия                  | Примечания |
| ------ | ------ | ------------ | ----------------------- | ---------- |
| 1983   | 2001   | Франсис Феду | Социалистическая партия |            |
| 2001   | 2014   | Луи Казенёв  | Социалистическая партия |            |
| 2014   | 2020   | Николас Феду | Социалистическая партия |            |

## Экономика
В 2010 году среди 830 человек трудоспособного возраста (15—64 лет) 661 были экономически активными, 169 — неактивными (показатель активности — 79,6 %, в 1999 году было 72,1 %). Из 661 активных жителей работали 626 человек (311 мужчин и 315 женщин), безработных было 35 (16 мужчин и 19 женщин). Среди 169 неактивных 62 человека были учениками или студентами, 64 — пенсионерами, 43 были неактивными по другим причинам.

## Достопримечательности
- Церковь Св. Сатурнина (XV век). Исторический памятник с 1926 года[4]
- Крытый рынок (1755 год). Исторический памятник с 1973 года[5]

## Фотогалерея

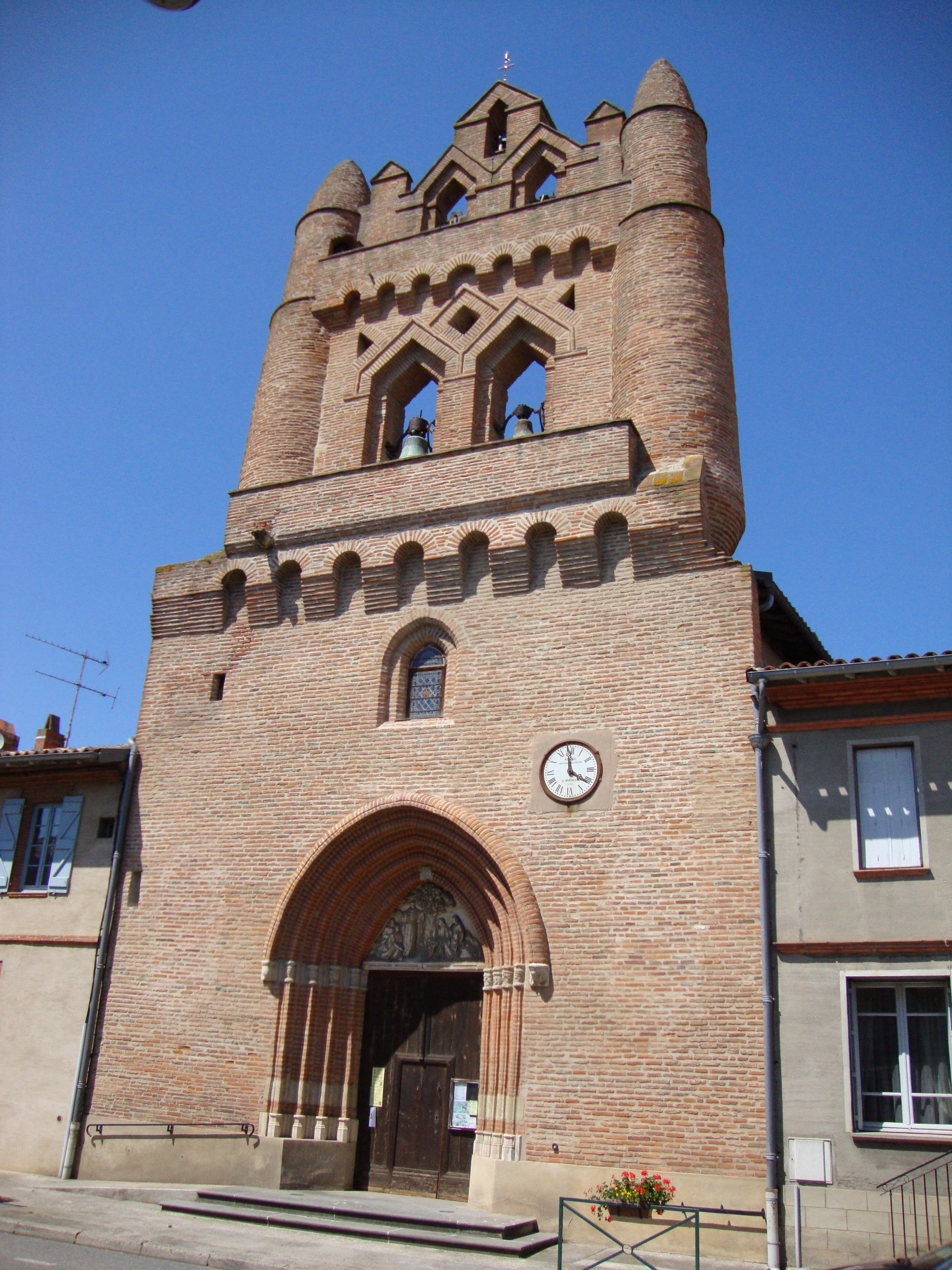
Церковь Св. Сатурнина
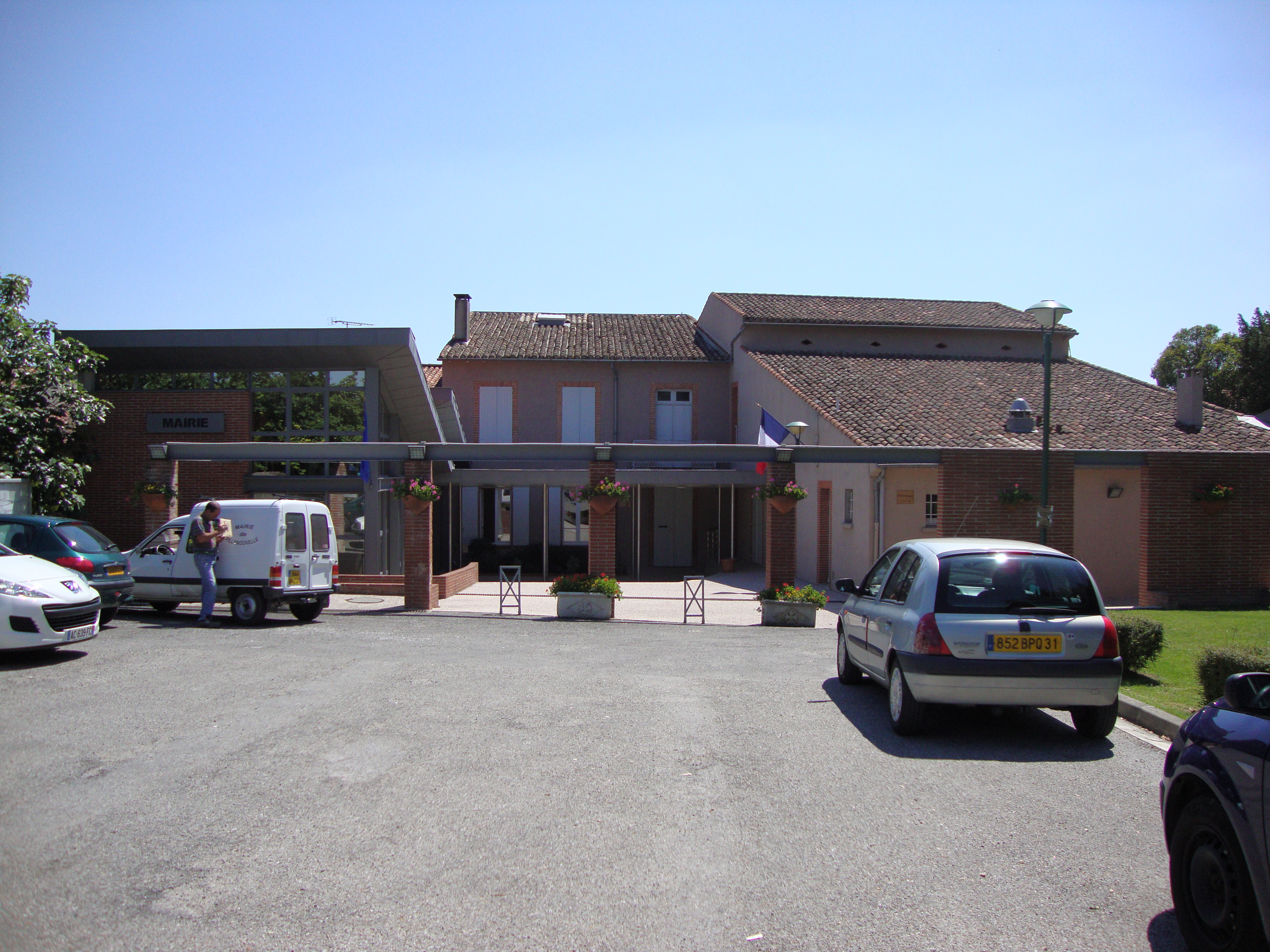
Мэрия
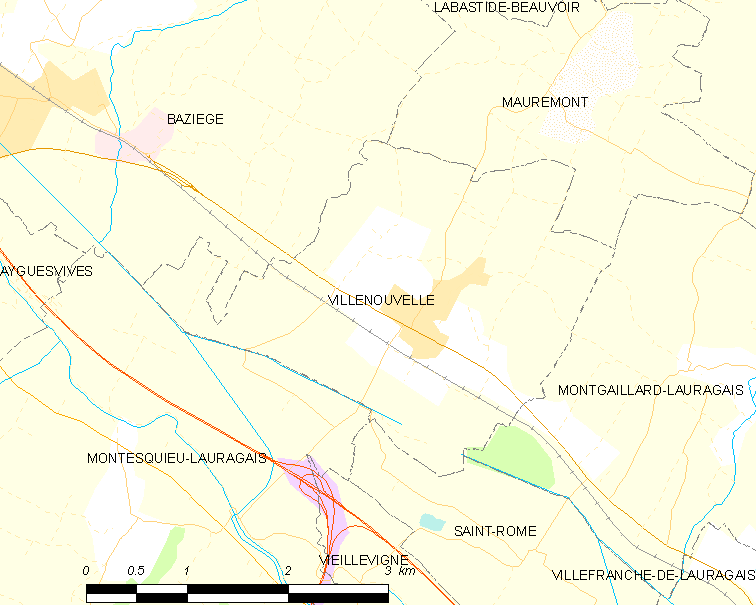
Карта коммуны